# Mina Molo
Mina Molo este una dintre cele mai mari mine de grafit din Madagascar. Mina este situată în Atsimo-Andrefana, în apropiere de orașul Fotadrevo. Zăcământul a fost descoperit în 2011, în urma explorărilor din apropiere de mina Green Giant. Mina are rezerve în valoare de 120 de milioane de tone de minereu de clasificare 8% grafit.  Mina este deținută de NextSource Materials Inc, care a obținut o licență minieră de 40 de ani de la guvernul madagascarian în 2019. Mina este finanțată de Vision Blue Resources Limited, o companie de investiții în materiale pentru baterii fondată de Mick Davis. Mina are acorduri pentru a furniza grafit pentru ThyssenKrupp, și intenționează să construiască o baterie de grafit anod pentru a vinde către Tesla. Începând cu anul 2021, echipamentele necesare pentru mină sunt în curs de asamblare și livrare.